# Francia sakk
A francia sakk a sakktáblán játszható kétszemélyes játék.
A francia sakkban a sakk minden szabálya érvényes (kezdőállás, lépés- és ütésmódok), az alábbiakkal kiegészítve:
1. Az nyer, akinek először elfogynak a bábui.
2. Ha a lépésen levő játékos ütni tud, köteles is. Ha többféleképpen üthet, választhat ezek közül.
3. A királyt is ugyanúgy le lehet és kell ütni, mint a többi bábut; a sakkadás fogalma nem létezik. Így bármit léphetünk akkor is, ha királyunk ütésben van. A gyalogok királlyá is változhatnak, ha elérik az ellenfél alapvonalát.
4. Az en passant ütést és/vagy a sáncolást általában megegyezés szerint megtiltják vagy engedélyezik.
5. Patthelyzet esetén különböző szabályok lehetségesek:
  - A pattban lévő játékos nyer (nemzetközi szabályok).
  - Döntetlen (AISE szabályok).
  - A kevesebb bábuval rendelkező játékos nyer. Egyenlőség esetén döntetlen van. A bábuk típusa nem számít. (FICS szabályok)